# Franciszek Niewiadomski

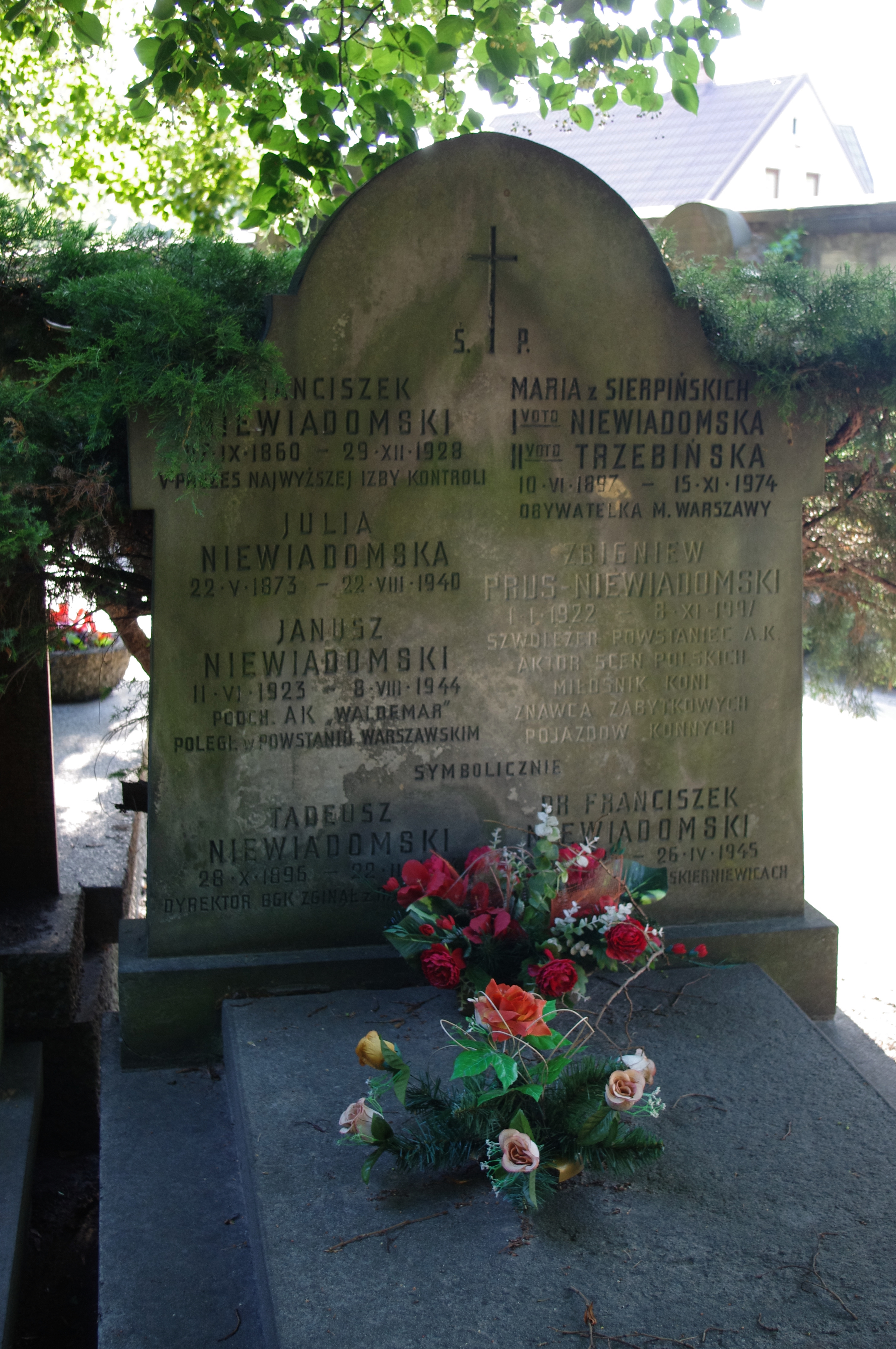
Grób prawnika Franciszka Niewiadomskiego, bankiera Tadeusza Niewiadomskiego, aktora Zbigniewa Prus-Niewiadomskiego na Starych Powązkach w Warszawie

Franciszek Niewiadomski (ur. 27 września 1860 w Samborze, zm. 29 grudnia 1928 w Warszawie) – działacz państwowy, prawnik.
Studiował prawo na Uniwersytecie we Lwowie, w 1884 obronił doktorat z prawa na Uniwersytecie Jagiellońskim. Pracował jako adwokat oraz urzędnik Galicyjskiej Prokuratorii Skarbu (od 1890). W grudniu 1911 został obdarzony tytułem rzeczywistego radcy stanu extra statum. Przed 1914 był wiceprezesem prokuratorii skarbu w Galicji.
Od listopada 1918 był polskim urzędnikiem we Lwowie, pełnił funkcję wiceprokuratora Skarbu we Lwowie. Od kwietnia 1919 związany z Najwyższą Izbą Kontroli (do 1921 pod nazwą Najwyższa Izba Kontroli Państwa), był szefem sekcji II oraz członkiem Kolegium izby, a od listopada 1921 dyrektorem Departamentu I. Od 1925 był (do końca życia) wiceprezesem NIK.
Zmarł 29 grudnia 1928 w Warszawie. Został pochowany na cmentarzu Powązkowskim w Warszawie (kwatera 59-3-1).

## Źródła
- Ryszard Szawłowski, Najwyższe państwowe organy kontroli II Rzeczypospolitej, Warszawa 2004